# 교황 란도
교황 란도(라틴어: Lando PP., 이탈리아어: Papa Lando)는 제121대 교황(재위: 913년 7월 - 914년 2월)이다. 이른바 암흑 시대라고 불리는 시기에 즉위한 대부분의 교황들처럼 란도의 교황직 역시 단명으로 끝났으며 이 기간에 이루어진 일들은 하나도 전해지지 않고 있다. 기독교 역사상 란도는 2013년 교황 프란치스코가 선출되기 전까지 전임 교황들의 이름을 물려받지 않고 독자적인 이름을 교황명으로 선택한 마지막 교황이었다.
《교황 연대표》에 의하면, 란도는 사비나에서 태어났으며, 아버지의 이름은 타이노라고 한다. 《교황 연대표》는 또한 그가 22일 4주 동안 재임했다고 전한다. 파르파 수도원에서 지속적으로 추가한 교황 목록은 이와 차이점을 보이는데, 12세기 카티노의 그레고리오는 저서 연대기 《파르펜세 연대기》에 이 목록을 인용하였다. 여기에서는 란도의 재임기간을 26일 4주라고 적고 있는데, 이는 랭스의 플로도아르트가 기록한 6개월 10일에 보다 근접한 숫자다. 란도의 재임기간이 종식된 것은 라벤나의 한 문헌에 나온 대로 914년 2월 5일에서 그의 후임자인 교황 요한 10세가 선출된 같은 해 3월 말이나 4월 초 사이로 추정된다.
란도는 사실상 당시 로마의 실권자였던 투스쿨룸 백작 테오필락트 1세의 추대로 교황으로 선출되었다. 테오필락트의 가족들은 교황청을 사실상 장악하여 모든 것을 하나하나 통제하였으며, 특히 테오필락트는 교황청의 재정을 담당하는 직책을 맡고 있었다. 또한 로마의 군대와 원로원 역시 그들의 손아귀 아래 놓여 있었다. 란도 역시 테오필락트의 단순한 도구에 불과하였다. 란도가 재임한 시기에 아랍인들이 사비나를 노략질하여 베스토비오 대성당을 파괴하였다. 란도 교황의 재임시기에 대해 기록한 문서보관소의 문헌들 역시 모두 남아 있지 않다. 그의 행적에 대해 유일한 기록이 하나 남아 있는데, 1431년에 작성된 문서에 따르면 그가 자신의 태어난 곳의 교구에 기부금을 냈다는 것이다.